# خانه ویلیام هیکلن
خانه ویلیام هیکلن (به انگلیسی: William Hicklen House) یک خانه تاریخی در جاده ۵۰۲ دره بیور در تالیویل، دلاویر است. این خانه خانه‌ای نادر از قرن ۱۸ می‌باشد که اسکلت آن از جنس تخته چوبی است و توسط ساکنین اولیه این منطقه ساخته شده‌است. قبل از سال ۱۸۰۰، یک بخش بال مانند، از جنس سنگ، به خانه اضافه شد و این بخش، در قرن نوزدهم بیشتر توسعه داده شد.
این خانه در سال ۱۹۸۳ در فهرست اداره ملی ثبت اماکن تاریخی قرار داده شد.